# Pseudographiella indica
Pseudographiella indica är en svampart som beskrevs av A.K. Sarbhoy & Iyer 1974. Pseudographiella indica ingår i släktet Pseudographiella, divisionen sporsäcksvampar och riket svampar.   Inga underarter finns listade i Catalogue of Life.